# فهرست کشورها بر پایه سرمایه‌گذاری ناخالص ثابت بر اساس درصد تولید ناخالص داخلی
این فهرست کشورها، بر پایه سرمایه گذاری ثابت ناخالص به صورت درصد از تولید ناخالص داخلی است. سرمایه گذاری ثابت ناخالص به عنوان هزینه کل کسب و کار در دارایی های ثابت، کارخانه ها، ماشین آلات، تجهیزات، خانه ها، و موجودی مواد خام، که بنیان تولید در آینده کشورها است، تعریف شده. امار ها بر اساس گزارش کتاب حقایق جهان منتشر شده است.
| رتبه | کشور                | درصد سرمایه گذاری ناخالص ثابت از تولید ناخالص داخلی | تاریخ                    |
| ---- | ------------------- | --------------------------------------------------- | ------------------------ |
| ۱    | سنگاپور             | ۴۵٫۰۰                                               | ۲۰۰۸ est.                |
| ۲    | ویتنام              | ۴۴٫۵۰                                               | ۲۰۰۸ est.                |
| ۳    | قطر                 | ۴۱٫۴۰                                               | ۲۰۰۸ est.                |
| ۴    | کیپ ورد             | ۴۱٫۳۰                                               | ۲۰۰۸ est.                |
| ۵    | گویان               | ۴۰٫۵۰                                               | ۲۰۰۸ est.                |
| ۶    | چین                 | ۴۰٫۲۰                                               | ۲۰۰۸ est.                |
| ۷    | لسوتو               | ۳۹٫۲۰                                               | ۲۰۰۸ est.                |
| ۸    | هند                 | ۳۹٫۰۰                                               | ۲۰۰۸ est.                |
| ۹    | بلغارستان           | ۳۸٫۳۰                                               | ۲۰۰۸                     |
| ۱۰   | سائوتومه و پرنسیپ   | ۳۶٫۷۰                                               | ۲۰۰۸ est.                |
| ۱۱   | مولدووا             | ۳۶٫۱۰                                               | ۲۰۰۸ est.                |
| ۱۲   | جامائیکا            | ۳۴٫۹۰                                               | ۲۰۰۸ est.                |
| ۱۳   | ارمنستان            | ۳۴٫۱۰                                               | ۲۰۰۸ est.                |
| ۱۴   | اردن                | ۳۴٫۱۰                                               | ۲۰۰۸ est.                |
| ۱۵   | نیکاراگوئه          | ۳۲٫۱۰                                               | ۲۰۰۸ est.                |
| ۱۶   | گابن                | ۳۲٫۰۰                                               | ۲۰۰۸ est.                |
| ۱۷   | غنا                 | ۳۱٫۹۰                                               | ۲۰۰۸ est.                |
| ۱۸   | مراکش               | ۳۱٫۹۰                                               | ۲۰۰۸ est.                |
| ۱۹   | بلاروس              | ۳۱٫۵۰                                               | ۲۰۰۸ est.                |
| ۲۰   | رومانی              | ۳۱٫۵۰                                               | ۲۰۰۸ est.                |
| ۲۱   | هندوراس             | ۳۱٫۵۰                                               | ۲۰۰۸ est.                |
| ۲۲   | کرواسی              | ۳۱٫۵۰                                               | ۲۰۰۸ est.                |
| ۲۳   | مونته‌نگرو           | ۳۰٫۵۰                                               | ۲۰۰۶ est.                |
| ۲۴   | لتونی               | ۳۰٫۲۰                                               | ۲۰۰۸ est.                |
| ۲۵   | اسپانیا             | ۳۰٫۱۰                                               | ۲۰۰۸ est.                |
| ۲۶   | سری‌لانکا            | ۳۰٫۰۰                                               | ۲۰۰۸ est.                |
| ۲۷   | گینه استوایی        | ۳۰٫۰۰                                               | ۲۰۰۸ est.                |
| —    | کوزوو               | ۳۰٫۰۰                                               | ۲۰۰۷ est.                |
| ۲۸   | گرجستان             | ۲۹٫۵۰                                               | ۲۰۰۸ est.                |
| ۲۹   | استونی              | ۲۹٫۴۰                                               | ۲۰۰۸ est.                |
| ۳۰   | هائیتی              | ۲۸٫۹۰                                               | ۲۰۰۸ est.                |
| ۳۱   | بوروندی             | ۲۸٫۴۰                                               | ۲۰۰۸ est.                |
| ۳۲   | جمهوری چک           | ۲۷٫۸۰                                               | ۲۰۰۸ est.                |
| ۳۳   | قزاقستان            | ۲۷٫۸۰                                               | ۲۰۰۸ est.                |
| ۳۴   | لیتوانی             | ۲۷٫۸۰                                               | ۲۰۰۸ est.                |
| ۳۵   | اسلوونی             | ۲۷٫۸۰                                               | ۲۰۰۸ est.                |
| ۳۶   | ایران               | ۲۷٫۷۰                                               | ۲۰۰۸ est.                |
| ۳۷   | استرالیا            | ۲۷٫۶۰                                               | ۲۰۰۸ est.                |
| ۳۸   | نامیبیا             | ۲۷٫۴۰                                               | ۲۰۰۸ est.                |
| ۳۹   | بحرین               | ۲۷٫۳۰                                               | ۲۰۰۸ est.                |
| ۴۰   | ماداگاسکار          | ۲۷٫۲۰                                               | ۲۰۰۸ est.                |
| ۴۱   | کره جنوبی           | ۲۷٫۱۰                                               | ۲۰۰۸ est.                |
| ۴۲   | موریس               | ۲۷٫۱۰                                               | ۲۰۰۸ est.                |
| ۴۳   | اوگاندا             | ۲۶٫۵۰                                               | ۲۰۰۸ est.                |
| ۴۴   | یمن                 | ۲۶٫۳۰                                               | ۲۰۰۸ est.                |
| ۴۵   | زامبیا              | ۲۶٫۰۰                                               | ۲۰۰۸ est.                |
| ۴۶   | اسلواکی             | ۲۵٫۹۰                                               | ۲۰۰۸ est.                |
| ۴۷   | قرقیزستان           | ۲۵٫۸۰                                               | ۲۰۰۸ est.                |
| ۴۸   | اتیوپی              | ۲۵٫۴۰                                               | ۲۰۰۸ est.                |
| ۴۹   | سنگال               | ۲۵٫۴۰                                               | ۲۰۰۸ est.                |
| ۵۰   | یونان               | ۲۴٫۹۰                                               | ۲۰۰۸ est.                |
| ۵۱   | پاناما              | ۲۴٫۹۰                                               | ۲۰۰۸ est.                |
| ۵۲   | الجزایر             | ۲۴٫۸۰                                               | ۲۰۰۸ est.                |
| ۵۳   | گامبیا              | ۲۴٫۷۰                                               | ۲۰۰۸ est.                |
| ۵۴   | روسیه               | ۲۴٫۷۰                                               | ۲۰۰۷ est.                |
| ۵۵   | بلیز                | ۲۴٫۵۰                                               | ۲۰۰۸ est.                |
| ۵۶   | بورکینافاسو         | ۲۴٫۵۰                                               | ۲۰۰۸ est.                |
| ۵۷   | پرو                 | ۲۴٫۴۰                                               | ۲۰۰۸ est.                |
| ۵۸   | تونس                | ۲۴٫۴۰                                               | ۲۰۰۸ est.                |
| ۵۹   | بنگلادش             | ۲۴٫۳۰                                               | ۲۰۰۸ est.                |
| ۶۰   | تانزانیا            | ۲۴٫۲۰                                               | ۲۰۰۸ est.                |
| ۶۱   | لبنان               | ۲۴٫۱۰                                               | ۲۰۰۸ est.                |
| ۶۲   | آرژانتین            | ۲۴٫۰۰                                               | ۲۰۰۸ est.                |
| ۶۳   | موزامبیک            | ۲۴٫۰۰                                               | ۲۰۰۸ est.                |
| ۶۴   | بوتسوانا            | ۲۳٫۹۰                                               | ۲۰۰۸ est.                |
| ۶۵   | شیلی                | ۲۳٫۷۰                                               | ۲۰۰۸ est.                |
| ۶۶   | اندونزی             | ۲۳٫۶۰                                               | ۲۰۰۸                     |
| ۶۷   | نیوزیلند            | ۲۳٫۶۰                                               | ۲۰۰۸ est.                |
| ۶۸   | اوکراین             | ۲۳٫۴۰                                               | ۲۰۰۸ est.                |
| ۶۹   | اکوادور             | ۲۳٫۳۰                                               | ۲۰۰۸ est.                |
| ۷۰   | کلمبیا              | ۲۳٫۱۰                                               | ۲۰۰۸ est.                |
| ۷۱   | کاستاریکا           | ۲۳٫۰۰                                               | ۲۰۰۸ est.                |
| ۷۲   | مکزیک               | ۲۲٫۹۰                                               | ۲۰۰۸ est.                |
| ۷۳   | آلبانی              | ۲۲٫۸۰                                               | ۲۰۰۸ est.                |
| ۷۴   | لهستان              | ۲۲٫۷۰                                               | ۲۰۰۸ est.                |
| ۷۵   | کانادا              | ۲۲٫۶۰                                               | ۲۰۰۸ est.                |
| ۷۶   | سوریه               | ۲۲٫۶۰                                               | ۲۰۰۸ est.                |
| ۷۷   | ژاپن                | ۲۲٫۵۰                                               | ۲۰۰۸ est.                |
| ۷۸   | رواندا              | ۲۲٫۵۰                                               | ۲۰۰۸ est.                |
| ۷۹   | دانمارک             | ۲۲٫۴۰                                               | ۲۰۰۸ est.                |
| ۸۰   | تایلند              | ۲۲٫۲۰                                               | ۲۰۰۸ est.                |
| ۸۱   | ایسلند              | ۲۱٫۹۰                                               | ۲۰۰۸ est.                |
| ۸۲   | پرتغال              | ۲۱٫۹۰                                               | ۲۰۰۸ est.                |
| —    | جهان                | ۲۱٫۹۰                                               | ۲۰۰۸ est.                |
| ۸۳   | کنیا                | ۲۱٫۶۰                                               | ۲۰۰۸ est.                |
| ۸۴   | سوئیس               | ۲۱٫۵۰                                               | ۲۰۰۸ est.                |
| ۸۵   | قبرس                | ۲۱٫۴۰                                               | ۲۰۰۸ est.                |
| ۸۶   | نیجریه              | ۲۱٫۴۰                                               | ۲۰۰۸ est.                |
| ۸۷   | بلژیک               | ۲۱٫۳۰                                               | ۲۰۰۸ est.                |
| ۸۸   | کامبوج              | ۲۱٫۳۰                                               | ۲۰۰۸ est.                |
| ۸۹   | اریتره              | ۲۱٫۲۰                                               | ۲۰۰۸ est.                |
| ۹۰   | جمهوری آذربایجان    | ۲۱٫۰۰                                               | ۲۰۰۸ est.                |
| ۹۱   | فرانسه              | ۲۱٫۰۰                                               | ۲۰۰۸ est.                |
| ۹۲   | ترکیه               | ۲۱٫۰۰                                               | ۲۰۰۸ est.                |
| —    | اتحادیه اروپا       | ۲۱٫۰۰                                               | ۲۰۰۸ est.                |
| —    | تایوان              | ۲۰٫۹۰                                               | ۲۰۰۸ est.                |
| ۹۳   | امارات متحده عربی   | ۲۰٫۸۰                                               | ۲۰۰۸ est.                |
| ۹۴   | اتریش               | ۲۰٫۷۰                                               | ۲۰۰۸ est.                |
| ۹۵   | مالزی               | ۲۰٫۷۰                                               | ۲۰۰۸ est.                |
| —    | هنگ کنگ             | ۲۰٫۶۰                                               | ۲۰۰۸ est.                |
| ۹۶   | فنلاند              | ۲۰٫۵۰                                               | ۲۰۰۸ est.                |
| ۹۷   | ونزوئلا             | ۲۰٫۵۰                                               | ۲۰۰۸ est.                |
| ۹۸   | ایتالیا             | ۲۰٫۵۰                                               | ۲۰۰۸ est.                |
| ۹۹   | گواتمالا            | ۲۰٫۳۰                                               | ۲۰۰۸ est.                |
| ۱۰۰  | هلند                | ۲۰٫۳۰                                               | ۲۰۰۸ est.                |
| ۱۰۱  | نروژ                | ۲۰٫۳۰                                               | ۲۰۰۸ est.                |
| ۱۰۲  | پاراگوئه            | ۲۰٫۲۰                                               | ۲۰۰۸ est.                |
| ۱۰۳  | صربستان             | ۲۰٫۱۰                                               | ۲۰۰۷ est.                |
| ۱۰۴  | آفریقای جنوبی       | ۲۰٫۱۰                                               | ۲۰۰۸ est.                |
| ۱۰۵  | مالت                | ۲۰٫۰۰                                               | ۲۰۰۸ est.                |
| ۱۰۶  | پاکستان             | ۲۰٫۰۰                                               | ۲۰۰۸ est.                |
| ۱۰۷  | تاجیکستان           | ۲۰٫۰۰                                               | ۲۰۰۸ est.                |
| ۱۰۸  | پاپوآ گینه نو       | ۱۹٫۹۰                                               | ۲۰۰۸ est.                |
| ۱۰۹  | جمهوری ایرلند       | ۱۹٫۸۰                                               | ۲۰۰۸ est.                |
| ۱۱۰  | اسواتینی            | ۱۹٫۷۰                                               | ۲۰۰۸ est.                |
| ۱۱۱  | جمهوری دومینیکن     | ۱۹٫۶۰                                               | ۲۰۰۸ est.                |
| ۱۱۲  | سوئد                | ۱۹٫۶۰                                               | ۲۰۰۸ est.                |
| ۱۱۳  | بنین                | ۱۹٫۵۰                                               | ۲۰۰۸ est.                |
| ۱۱۴  | عربستان سعودی       | ۱۹٫۵۰                                               | ۲۰۰۸ est.                |
| ۱۱۵  | جمهوری کنگو         | ۱۹٫۳۰                                               | ۲۰۰۸ est.                |
| ۱۱۶  | لوکزامبورگ          | ۱۹٫۳۰                                               | ۲۰۰۸ est.                |
| ۱۱۷  | آلمان               | ۱۸٫۹۰                                               | ۲۰۰۸ est.                |
| ۱۱۸  | برزیل               | ۱۸٫۶۰                                               | ۲۰۰۸ est.                |
| ۱۱۹  | کویت                | ۱۸٫۴۰                                               | ۲۰۰۸ est.                |
| ۱۲۰  | توگو                | ۱۸٫۴۰                                               | ۲۰۰۸ est.                |
| ۱۲۱  | سودان               | ۱۸٫۱۰                                               | ۲۰۰۸ est.                |
| ۱۲۲  | اسرائیل             | ۱۸٫۰۰                                               | ۲۰۰۸ est.                |
| ۱۲۳  | مقدونیه شمالی       | ۱۸٫۰۰                                               | ۲۰۰۸ est.                |
| ۱۲۴  | عمان                | ۱۷٫۹۰                                               | ۲۰۰۸ est.                |
| ۱۲۵  | کامرون              | ۱۷٫۶۰                                               | ۲۰۰۸ est.                |
| ۱۲۶  | زیمبابوه            | ۱۷٫۵۰                                               | ۲۰۰۸ est.                |
| ۱۲۷  | ترینیداد و توباگو   | ۱۷٫۱۰                                               | ۲۰۰۸ est.                |
| ۱۲۸  | مصر                 | ۱۷٫۰۰                                               | ۲۰۰۸ est.                |
| ۱۲۹  | فیلیپین             | ۱۶٫۸۰                                               | ۲۰۰۸ est.                |
| ۱۳۰  | بولیوی              | ۱۶٫۷۰                                               | ۲۰۰۸ est.                |
| ۱۳۱  | بریتانیا            | ۱۶٫۷۰                                               | ۲۰۰۸ est.                |
| ۱۳۲  | السالوادور          | ۱۶٫۰۰                                               | ۲۰۰۸ est.                |
| ۱۳۳  | مجارستان            | ۱۵٫۲۰                                               | January - September ۲۰۰۸ |
| ۱۳۴  | اروگوئه             | ۱۵٫۱۰                                               | ۲۰۰۸ est.                |
| ۱۳۵  | ایالات متحده آمریکا | ۱۴٫۶۰                                               | ۲۰۰۸ est.                |
| ۱۳۶  | میانمار             | ۱۴٫۱۰                                               | ۲۰۰۸ est.                |
| ۱۳۷  | گینه                | ۱۱٫۷۰                                               | ۲۰۰۸ est.                |
| ۱۳۸  | کوبا                | ۱۱٫۶۰                                               | ۲۰۰۸ est.                |
| ۱۳۹  | ترکمنستان           | ۱۱٫۶۰                                               | ۲۰۰۸ est.                |
| ۱۴۰  | سیشل                | ۱۰٫۱۰                                               | ۲۰۰۸ est.                |
| ۱۴۱  | ساحل عاج            | ۹٫۵۰                                                | ۲۰۰۸ est.                |
| ۱۴۲  | آنگولا              | ۹٫۰۰                                                | ۲۰۰۸ est.                |
| ۱۴۳  | مالاوی              | ۸٫۶۰                                                | ۲۰۰۸ est.                |
| ۱۴۴  | چاد                 | ۸٫۵۰                                                | ۲۰۰۸ est.                |
| ۱۴۵  | لیبی                | ۸٫۱۰                                                | ۲۰۰۸ est.                |